# Windy Valley
Das Windy Valley (englisch für Windiges Tal, in Argentinien gleichbedeutend Valle Ventoso, in Chile Valle Del Viento ‚Tal des Windes‘) ist ein mit Gletschereis angefülltes Tal an der Fallières-Küste des Grahamlands auf der Antarktischen Halbinsel. Es öffnet sich zum nördlichen Abschnitt der Mikkelsen Bay und erlaubt über sein Kopfende den Zugang in das Gebiet des Lammers-Gletschers und des Gletschersystems Traffic Circle.
Teilnehmer der British Graham Land Expedition (1934–1937) unter der Leitung des australischen Polarforschers John Rymill benannten es nach den starken Winden, die vom Inlandplateau der Antarktischen Halbinsel durch dieses Tal wehen.